# Juice Newton
Judy Kay "Juice" Newton (Lakehurst, 18 februari 1952) is een Amerikaanse pop- en countryzangeres, songwriter en gitariste.

## Biografie
Newton is een van de eerste Amerikaanse zangeressen die met het genre country en folkrock grote successen heeft behaald. Ze is vooral bekend met de hits "Angel of the Morning" en "Queen of Hearts", allebei covers die geschreven zijn door Chip Taylor en Hank DeVito. Newton werd geboren in Lakehurst in New Jersey en groeide op in Virginia. Ze begon begin jaren zeventig samen met Otha Young en Tom Kealey een band die uiteindelijk de naam Juice Newton and Silver Spur kreeg. De groep bracht in de jaren 1975 en 1976 twee albums uit op het platenlabel RCA Records en één album in 1977 op het label Capitol Records.
In het najaar van 1977 ging Newton solo verder en bleef albums produceren op het label Capitol Records. De eerste twee albums met alleen haar eigen naam Well Kept Secret uit 1978 en Take Heart uit 1979 waren nog onopvallend bij het grote publiek, maar met het uitbrengen van het derde album Juice, haalde ze het eerste grote succes in haar carrière. Met dit album scoorde ze plaats 22 in de Billboard 200 en behaalde uiteindelijk de status platina in de Verenigde Staten. Op het album staan drie  nummers die ook verschenen in de Billboard Hot 100: "Angel of the Morning" (vierde plaats), "Queen of Hearts" (tweede plaats) en "The Sweetest Thing (I've Ever Known)" (zevende plaats). Ook haar volgende album Quiet Lies uit 1982 was een succes, daarmee scoorde ze plaats 20 in de Billboard 200 en waarmee ze de status goud behaalde in de Verenigde Staten. Op dit album verschenen ook drie nummers in de Billboard Hot 100: "Love's Been a Little Bit Hard on Me" (zevende plaats), "Break It to Me Gently" (elfde plaats) en "Heart of the Night" (vijfentwintigste plaats).
Daarna verschenen van haar nog meer albums, waarvan het aantal verkochte exemplaren stukken minder was dan de albums "Juice" en "Quiet Lies". De albums Dirty Look en Can't Wait All Night (weer terug op het label RCA Records) verschenen nog wel in de Billboard 200 op de plaatsen 52 en 128. In de begin jaren negentig maakte ze meer tijd vrij voor haar gezin. Newton won met het nummer "Break It to Me Gently" in 1983 een Grammy Award in de categorie 'Best Country Vocal Performance, Female'.

### Privé
Newton woont in San Diego, Californië en heeft een dochter en zoon.

## Discografie

### Albums
| Jaar | Titel                        | Opmerkingen                     |
| ---- | ---------------------------- | ------------------------------- |
| 1975 | Juice Newton & Silver Spur   | als Juice Newton & Silver Spur  |
| 1976 | After the Dust Settles       | als Juice Newton & Silver Spur  |
| 1977 | Come to Me                   | als Juice Newton & Silver Spur  |
| 1978 | Well Kept Secret             |                                 |
| 1979 | Take Heart                   |                                 |
| 1981 | Juice                        | platina in de V.S.              |
| 1982 | Quiet Lies                   | goud in de V.S.                 |
| 1983 | Dirty Looks                  |                                 |
| 1984 | Greatest Hits                | goud in de V.S. / verzamelalbum |
| 1984 | Can't Wait All Night         |                                 |
| 1985 | Old Flame                    |                                 |
| 1987 | Greatest Hits (And More)     | verzamelalbum                   |
| 1987 | Emotion                      |                                 |
| 1989 | Ain't Gonna Cry              |                                 |
| 1990 | Greatest Country Hits        | verzamelalbum                   |
| 1992 | Greatest Hits                | verzamelalbum                   |
| 1992 | The Early Years              | verzamelalbum                   |
| 1998 | Anthology                    | verzamelalbum                   |
| 1998 | The Trouble with Angels      |                                 |
| 1999 | American Girl                |                                 |
| 2002 | Every Road Leads Back to You | livealbum                       |
| 2003 | American Girl, Volume 2      |                                 |
| 2003 | All American Country         | verzamelalbum                   |
| 2007 | The Gift of Christmas        |                                 |
| 2010 | Duets: Friends and Memories  |                                 |

### Singles
| Jaar | Titel                                   | Opmerkingen                    |
| ---- | --------------------------------------- | ------------------------------ |
| 1975 | Catwillow River                         | als Juice Newton & Silver Spur |
| 1975 | Shelter of Your Love                    | als Juice Newton & Silver Spur |
| 1976 | Love Is a Word                          | als Juice Newton & Silver Spur |
| 1976 | If I Ever                               | als Juice Newton & Silver Spur |
| 1977 | Come to Me                              | als Juice Newton & Silver Spur |
| 1978 | It's a Heartache                        |                                |
| 1978 | Hey! Baby                               |                                |
| 1979 | Let's Keep It That Way                  |                                |
| 1979 | Lay Back in the Arms of Someone         |                                |
| 1979 | Any Way That You Want Me                |                                |
| 1979 | Until Tonight                           |                                |
| 1980 | Sunchine                                |                                |
| 1980 | You Fill My Life                        |                                |
| 1981 | Angel of the Morning                    | goud in de V.S.                |
| 1981 | Queen of Hearts                         | goud in de V.S.                |
| 1981 | The Sweetest Thing (I've Ever Known)    |                                |
| 1982 | Love's Been a Little Bit Hard on Me     |                                |
| 1982 | Break It to Me Gently                   | Grammy Award                   |
| 1982 | Heart of the Night                      |                                |
| 1983 | Tell Her No                             |                                |
| 1983 | Dirty Looks                             |                                |
| 1983 | Stranger at My Door                     |                                |
| 1984 | A Little Love                           |                                |
| 1984 | Ride 'Em Cowboy                         |                                |
| 1984 | Can't Wait All Night                    |                                |
| 1984 | Restless Heart                          |                                |
| 1985 | You Make Me Want to Make You Mine       |                                |
| 1985 | Hurt                                    |                                |
| 1986 | Both to Each Other (Friends and Lovers) | met Eddie Rabitt               |
| 1986 | What Can I Do with My Heart             |                                |
| 1987 | First Time Caller                       |                                |
| 1987 | Tell Me True                            |                                |
| 1989 | When Love Comes Around the Bend         |                                |
| 1998 | When I Get Over You                     |                                |
| 1999 | They Never Made It to Memphis           |                                |
| 2010 | Funny How Time Slips Away               | met Willie Nelson              |

## Hitnoteringen in Nederland en België

### Singles
| Single met eventuele hitnotering(en) in de Nederlandse Top 40 | Datum van verschijnen | Datum van binnenkomst | Hoogste positie | Aantal weken | Opmerkingen                 |
| ------------------------------------------------------------- | --------------------- | --------------------- | --------------- | ------------ | --------------------------- |
| Queen of Hearts                                               | 1981                  | 19-09-1981            | 20              | 5            | Nr. 27 in de Single Top 100 |
| Love's Been a Little Bit Hard on Me                           | 1982                  | 10-07-1982            | tip16           | -            |                             |

| Single met hitnotering(en) in de Vlaamse Ultratop 50 | Datum van verschijnen | Datum van binnenkomst | Hoogste positie | Aantal weken | Opmerkingen |
| ---------------------------------------------------- | --------------------- | --------------------- | --------------- | ------------ | ----------- |
| Queen of Hearts                                      | 1981                  | 30-05-1981            | 18              | 7            |             |

- Bibsys: 8043424
- Biblioteca Nacional de España: XX4832712
- Bibliothèque nationale de France: cb13943104b (data)
- Gemeinsame Normdatei: 134472772
- International Standard Name Identifier: 0000 0000 7357 8146
- Library of Congress Control Number: n92031869
- MusicBrainz: 80f71f44-b3cd-4386-9768-b3398180f708
- Nederlandse Thesaurus van Auteursnamen: 070497354
- SNAC: w65c5dkn
- Virtual International Authority File: 54337463
- WorldCat: E39PBJyhb3GrqW9cxTq9g9gFrq